# Brook Farm
La Ferme Brook (Brook Farm) est une communauté utopique américaine, inspirée par les principes du transcendantalisme, fondée par deux déçus de l’unitarisme, George Ripley (en) et sa femme Sophia, à West Roxbury (Massachusetts) en 1841.
Fonctionnant comme une société par actions, elle promettait à ces membres un partage égalitaire des profits sur la base d’un partage du travail. Les Brook Farmers imaginaient que ce mode de fonctionnement égalitaire permettrait à chacun de jouir du temps nécessaire aux loisirs et à l’épanouissement intellectuel. Chaque membre, homme comme femme, pouvait choisir les tâches qui lui convenaient et recevait un salaire équivalent. Les revenus de la communauté provenaient de l’activité agricole, de la vente de produits artisanaux, comme les vêtements, ou encore des droits d’entrée acquittés par les nombreux visiteurs du site. Mais la principale source de revenus était l’école, supervisée par Sophia Ripley. Une école maternelle, une école primaire et une école préparatoire à l’université attiraient des enfants en provenance de tout le pays et même de l’étranger. Des cours à destination des adultes étaient également proposés. Malgré des sources de revenus diversifiées, la communauté ne parvint cependant jamais à garantir sa stabilité financière.

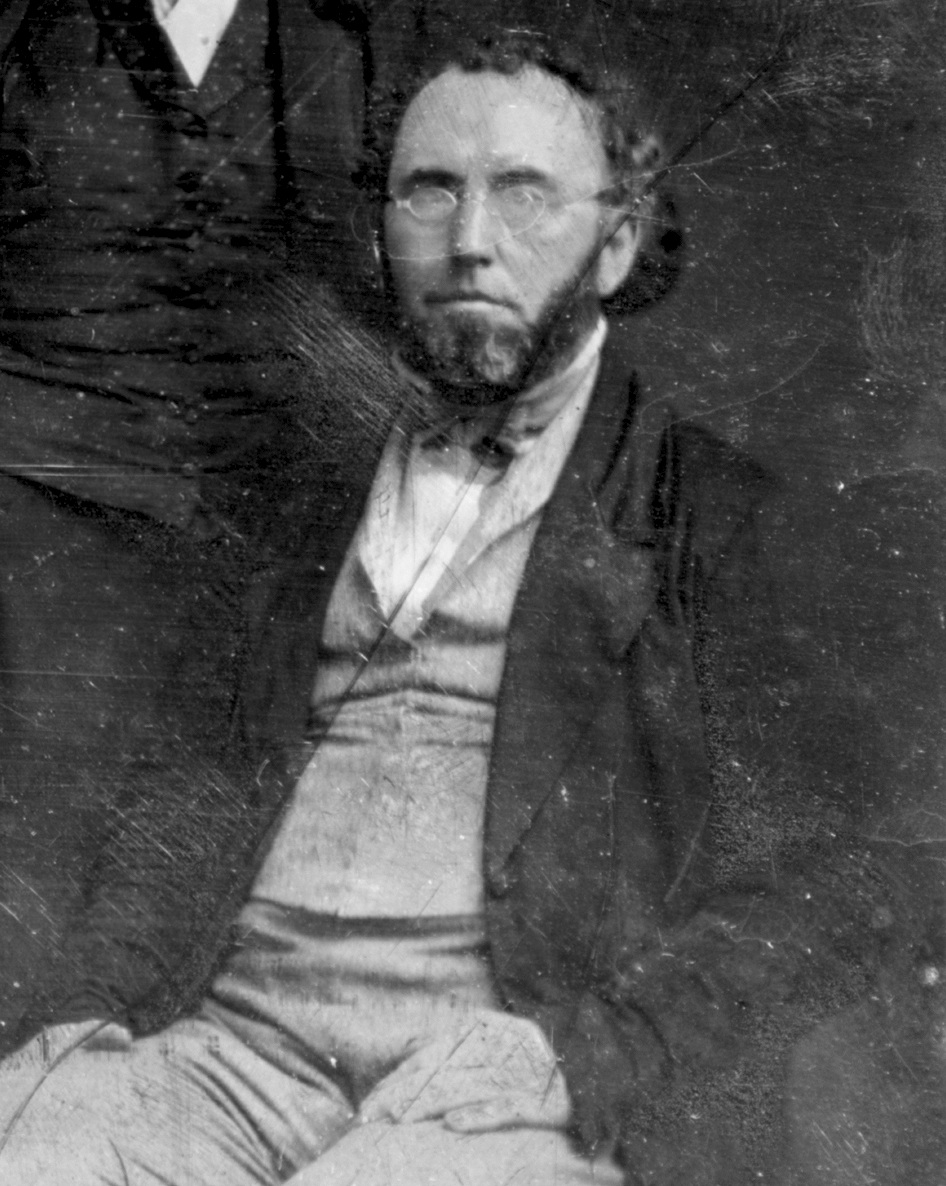
Portrait de George Ripley, le fondateur de Brook Farm.

À partir de 1844, les Brook Farmers adoptèrent un modèle social basé sur les principes de Charles Fourier et commencèrent à publier The Harbinger, un journal faisant la promotion du fouriérisme. Suivant les principes de leur nouvelle doctrine, les membres de la communauté entreprirent de construire un bâtiment ambitieux, nommé le Phalanstère. L’incendie qui détruisit l'édifice provoqua la faillite du projet qui ferma définitivement ses portes en 1847.
Malgré cet échec, beaucoup de Brook Farmers tirèrent un bilan positif de l’expérience ; d'autres tentèrent d’en tirer les leçons pour mener à bien des projets alternatifs. Critique du fonctionnement de Brook Farm, Charles Lane (en) entreprit ainsi de fonder une nouvelle communauté utopique appelée Fruitlands (en). L'écrivain Nathaniel Hawthorne, qui faisait partie des membres fondateurs, malgré une certaine aversion pour la vie communautaire, a donné du projet une image assez négative dans son roman Valjoie (The Blithedale Romance) (1852).
La majorité des bâtiments de Brook Farm ont été incendiés et la plus grande partie du site est devenue un cimetière.